# Вулиця Євгенія Присяжного
Ву́лиця Євге́нія Прися́жного — вулиця в місті Новомиргород Кіровоградської області. Протяжність — близько 1 км. Одна з центральних вулиць міста.
Частина територіальної дороги місцевого значення T-2401.

## Розташування
Починається поблизу річки Велика Вись в північній частині центру міста, простягається на південний захід, закінчуючись перехрестям з вулицею Соборності.
Прилеглі вулиці: Котляревського, Андрія Гурічева, пров. Тобілевичів, Поповкіна, Ганни Дмитрян.

## Історія

Інформаційна табличка на будинку по вул. Євгенія Присяжного, 21/56

Вулиця була прокладена ще в другій половині XVIII століття, вона показана на плані міста 1799 року.
До Жовтневого перевороту 1917 року вулиця називалась Поштовою. Свою назву вона отримала від поштового відділення, яке розміщувалось на вулиці в дореволюційний період. На плані Новомиргорода 1834 року позначені «ярмаркові загони», що розташовувались на перехресті сучасних вулиць Євгенія Присяжного та Андрія Гурічева, орієнтовно — на місці скверу воїнів-інтернаціоналістів. В радянський період тут стояло кафе, а територія прилеглого ринку залишалась незабудованою до 1970-х років. У 1980-ті на цьому місці було зведено панельний п'ятиповерховий будинок (№10), що поклало початок багатоповерхової забудови Новомиргорода.
В радянський період і до 2015 року вулиця була названа на честь німецького філософа та економіста Карла Генріха Маркса. За часів незалежності історична назва вулиці не поверталась.
У березні 2015 року рішенням сесії Новомиргородської міської ради вулицю було названо іменем Євгенія Присяжного на честь земляка, старшого солдата 3-го окремого полку спецпризначення, який загинув під час російсько-української війни у серпні 2014 року.
Частина одноповерхової забудови вулиці початку XX століття збереглась і понині. Так, в одному з таких будинків проживав письменник Євген Юхимович Поповкін, ще в одному розміщений краєзнавчий музей.

## Об'єкти
Основні об'єкти, розташовані по вулиці Євгена Присяжного:
- Новомиргородський районний краєзнавчий музей;
- Дитяча школа мистецтв;
- Районний відділ РАГСу;
- Новомиргородський районний центр дитячої та юнацької творчості;
- ДНЗ № 1 «Теремок»;
- численні магазини тощо.

## Фотогалерея

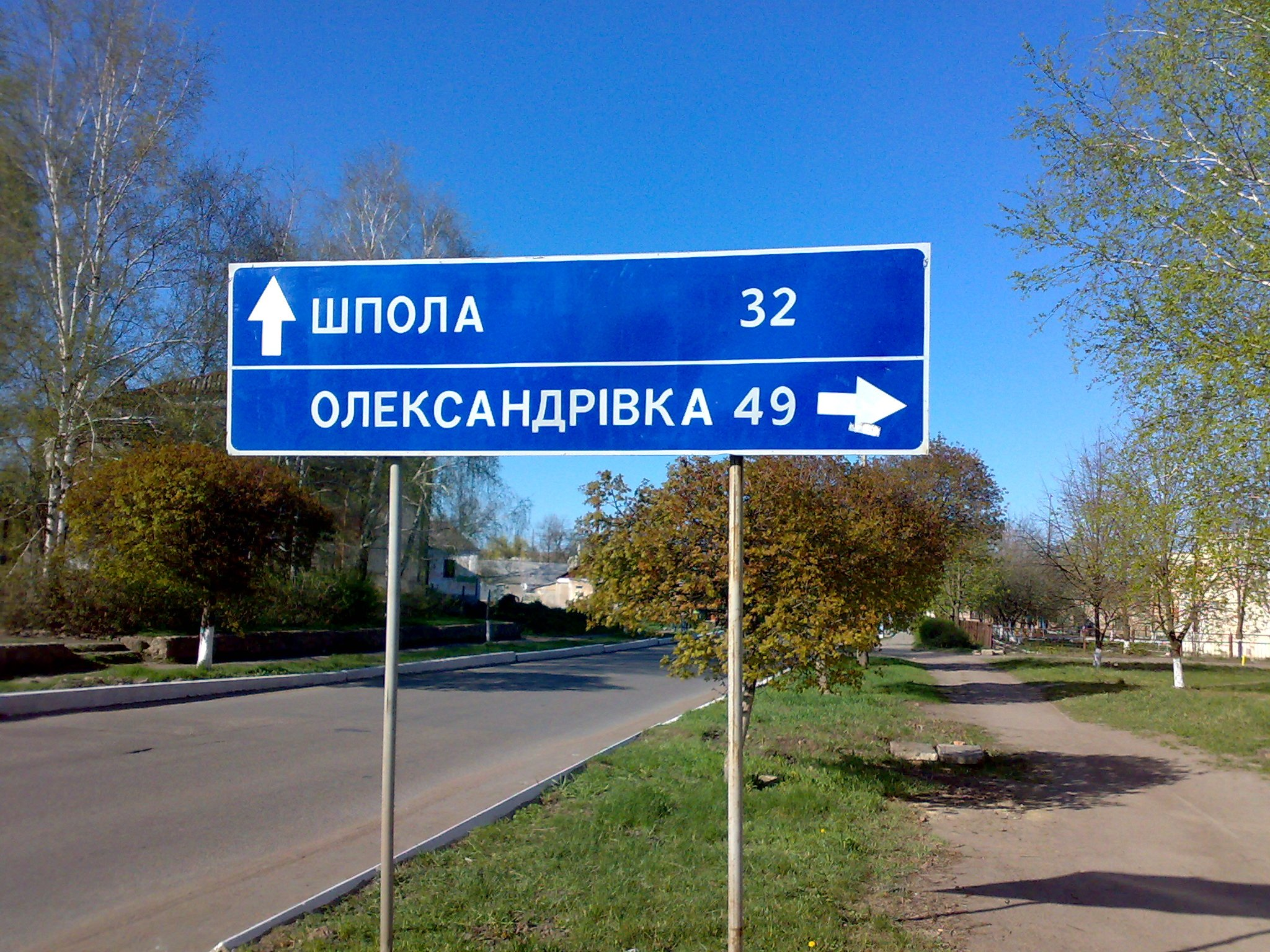
Дороговказ на вулиці
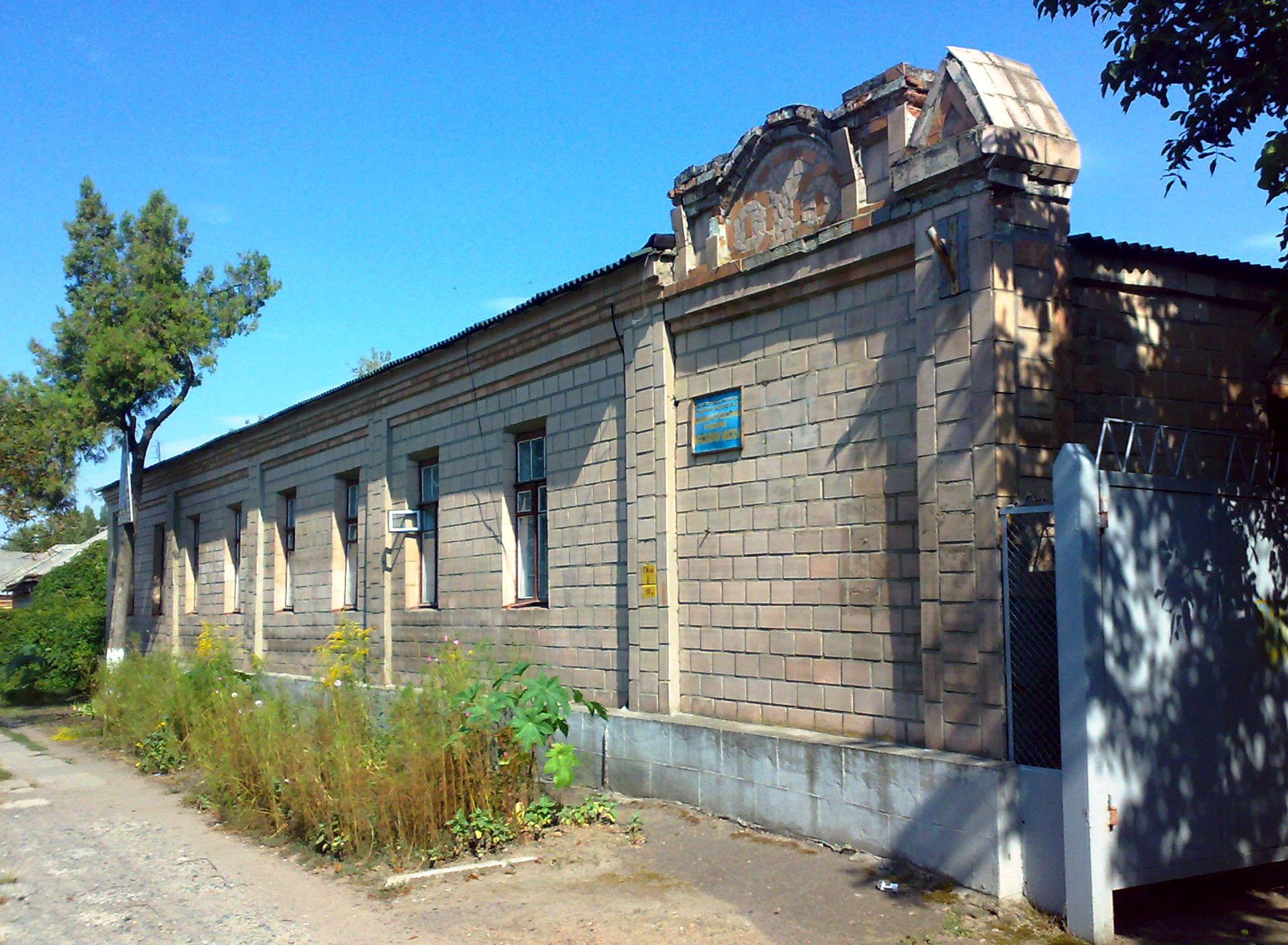
Краєзнавчий музей (вул. Євгенія Присяжного, 55)
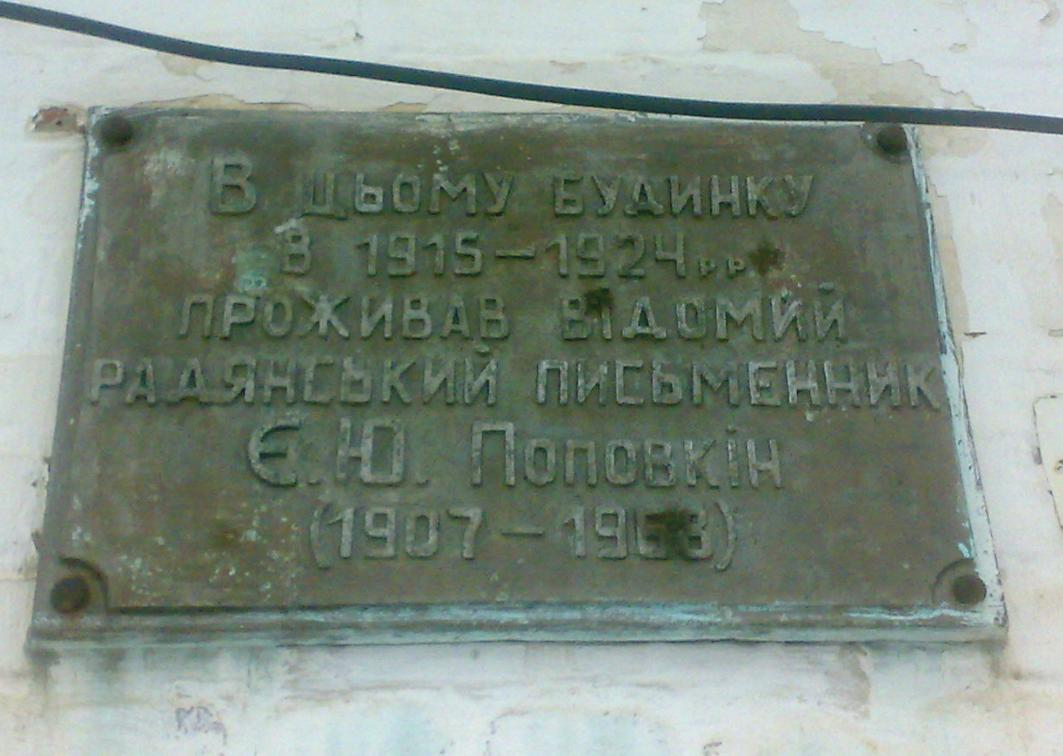
Меморіальна дошка на будинку Євгена Поповкіна